# Cyaniris flavescens
Cyaniris flavescens är en fjärilsart som beskrevs av Gillmer 1909. Cyaniris flavescens ingår i släktet Cyaniris och familjen juvelvingar. Inga underarter finns listade i Catalogue of Life.